# 藤堂長旧
藤堂 長旧（とうどう ながひさ、元文3年6月18日（1738年8月3日）） - 寛政9年（1797年））は、津藩士名張藤堂家（藤堂宮内家）第7代。伊賀国名張1万5000石の領主。
父は宮内家第5代・長熙。正室は藤堂高周の娘。子は名張藤堂家第8代・藤堂長教、梅木長哲、旗本高木藤兵衛貞直室、藤堂宗長、中村安頼。幼名は寛次郎。通称は宮内。

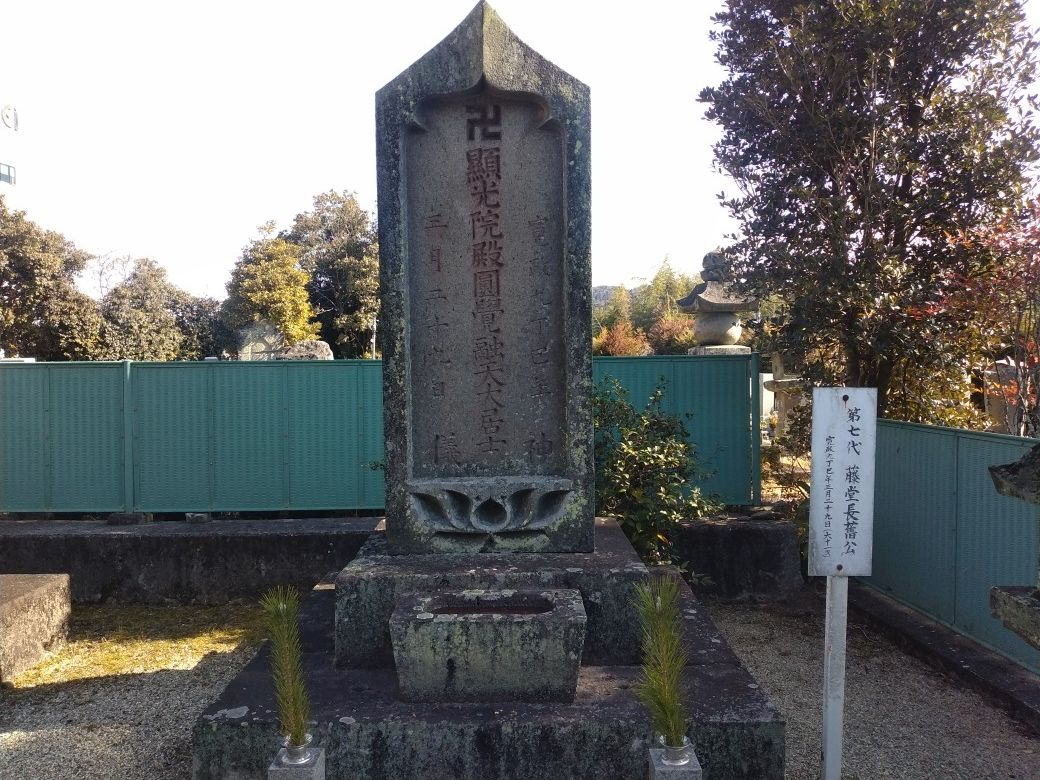
藤堂長旧の墓(名張市徳蓮院)

元文3年（1738年）6月18日、藤堂宮内長熙の四男として名張に生まれる。父・長熙が名張藤堂家の津藩からの独立を企て失敗した享保騒動（名張騒動）の処分で隠居し、家督相続した兄長美が死去したため、4歳でその跡を継いで家督相続し、名張1万5000石の領主となる。当初は長熙の後見を受ける。久居藩主藤堂高衡の妹を正室に迎えた。寛政9年死去。享年60。葬地は名張徳蓮院。